# Gallieniella jocquei
Gallieniella jocquei is een spinnensoort uit de familie Gallieniellidae. De soort komt voor in de Comoren.